# Greenland (Saint Andrew, Barbados)
Greenland är en parishhuvudort i Barbados. Den ligger i parishen Saint Andrew, i den norra delen av landet. Greenland ligger 20 meter över havet och antalet invånare är 623.
Den högsta punkten i närheten är 97 meter över havet, 1,0 km söder om Greenland.
Omgivningarna runt Greenland är en mosaik av jordbruksmark och naturlig växtlighet.